# Heizkostenabrechnung
Die Heizkostenabrechnung ist Teil der Betriebskostenabrechnung eines vermieteten Gebäudes oder einer Eigentümergemeinschaft und umfasst die Kosten, die durch die Wärmelieferung und Warmwasserlieferung entstehen. In Deutschland ist die Heizkostenabrechnung durch die Heizkostenverordnung gesetzlich geregelt. Die technischen Details sind in DIN 4713 ausgeführt.
Die Heizkostenverordnung verpflichtet jeden Betreiber einer gemeinschaftlich genutzten Heizungsanlage zur verbrauchsabhängigen Abrechnung der Heizkosten. Dieser Verpflichtung kann man sich nicht durch Vertrag entziehen, d. h., sie ist unabdingbar. Eine Ausnahme gibt es nur für Gebäude mit bis zu zwei Wohneinheiten, von der eine vom Eigentümer selbst bewohnt wird.

## Heizkostenaufstellung
Die Heizkostenabrechnung beginnt mit der Aufstellung aller Heizkosten, die in der Heizperiode angefallen sind. Dabei muss die Heizperiode in der Regel ein Jahr umfassen, aber nicht unbedingt mit dem Kalenderjahr übereinstimmen. So bietet sich als Abrechnungsstichtag beispielsweise der Abrechnungsstichtag des Gaslieferanten an.
Die erste Position der Heizkostenaufstellung ist die Zusammenstellung der Energielieferungen. Dabei werden die einzelnen Lieferungen mit Datum, Menge und Preis aufgelistet. Bei Energieträgern, die gelagert werden können, z. B. Öl oder Kohle, wird außerdem der Anfangsbestand zu Beginn der Heizperiode hinzugezählt und der Restbestand zum Ende der Heizperiode abgezogen. Bei Energieträgern, die nicht gelagert werden können, z. B. Gas, muss darauf geachtet werden, dass die Lieferungen periodengerecht berechnet werden. Das ist am einfachsten, wenn der Lieferant zum gleichen Stichtag abrechnet, zu dem die Heizkostenabrechnung erfolgt. Ansonsten muss der Gaszähler am Stichtag abgelesen werden, um den Gasverbrauch in der Abrechnungsperiode bestimmen zu können.
Zu den weiteren Positionen der Heizkostenaufstellung zählen die Kosten der Bedienung, Wartung und Reinigung der Anlage und des Heizungsraums, die Schornsteinfegerkosten, die Kosten des Betriebsstroms, die Kosten für die Erstellung der Heizkostenabrechnung und gegebenenfalls die Kosten für die Miete oder eine andere Art der Gebrauchsüberlassung von Erfassungsgeräten oder Messgeräten (Heizkostenverteiler, Wärmezähler,
Warmwasserzähler). Nicht zu den Heizkosten gehören Reparaturkosten oder gar sachfremde Positionen wie der Strom für die Treppenhausbeleuchtung. Diese Kosten können eventuell in der Betriebskostenabrechnung umgelegt werden, sind aber aus der Heizkostenabrechnung herauszuhalten, weil andere Umlageschlüssel verwendet werden müssen.
Bei sogenannten verbundenen Anlagen, in welchen Heizwärme produziert und kaltes Wasser erwärmt wird, werden innerhalb der Heizkostenabrechnung nur die Kosten der Wassererwärmung umgelegt, während die Kosten der Wasserbeschaffung und die zugehörigen Abwasserkosten in die Betriebskostenabrechnung eingesetzt werden. Es ist aber auch zulässig, die Wasserbeschaffungskosten für das Warmwasser in der Heizkostenabrechnung abzurechnen.

## Verteilung der Kosten
Alle Kostenpositionen werden addiert und bilden die Gesamtkosten, die nun aufgeteilt werden.

### Nutzergruppentrennung
Bei größeren Heizungsanlagen kommt es vor, dass die Verbräuche unterschiedlicher Nutzergruppen mit unterschiedlichen Erfassungsgeräten ermittelt werden. So sind in dem Objekt z. B. Wohnungen, deren Heizkosten mit Heizkostenverteilern ermittelt werden, und Läden, die mit Wärmezählern ausgestattet sind. Oder der Betreiber der Heizungsanlage entschließt sich, diese Nutzergruppen wegen ihres unterschiedlichen Nutzungsverhaltens zu trennen. In diesen Fällen findet zunächst eine Aufteilung der Kosten nach Nutzergruppen statt. Dazu wird der Energieverbrauch der Nutzergruppen mit Wärmezählern gemessen (Vorerfassung) und die Gesamtkosten anteilig auf die Nutzergruppen verteilt. Die Aufteilung auf Nutzergruppen muss nicht vollständig nach dem Verbrauch erfolgen. Es kann auch ein Teil der Kosten, höchstens jedoch die Hälfte, nach der Wohnfläche, der beheizten Fläche oder dem umbauten Raum aufgeteilt werden.

### Abtrennung der Kosten der Erwärmung von Warmwasser
Wenn die Heizungsanlage auch das Warmwasser erwärmt, müssen die dadurch entstehenden Kosten von den Heizkosten abgetrennt werden. Im Idealfall werden die Energiemengen für Wassererwärmung und Heizen mit separaten Wärmezählern erfasst. Die Kosten werden dann, ähnlich wie bei der Nutzergruppentrennung, auf Heizung und Warmwasserbereitung verteilt.
Oftmals sind aber keine Wärmezähler für die Messung der Warmwasserkosten vorhanden. Wenn die Menge des erwärmten Wassers bekannt ist, kann die nötige Energiemenge nach der in § 9 Heizkostenverordnung enthaltenen Formel berechnet werden. Nur in wenigen Ausnahmen, in denen die Menge des erwärmten Wassers aus technischen Gründen nicht durch Wärme- oder Wasserzähler gemessen werden können, dürfen pauschal 18 % der Gesamtkosten für die Warmwassererwärmung angesetzt werden. Die 18-%-Regelung entfällt jedoch bei Abrechnungen, deren Zeitraum am 1. Januar 2009 oder später beginnt. Nun gilt hier die Regel 32 kWh pro m² pro Jahr. Zu beachten ist auch, dass in Deutschland seit 2014 der Energieanteil für die Warmwasseraufbereitung mit einem Wärmemengenzähler erfasst werden muss.

### Aufteilung nach Verbrauch und Wohnfläche
Eine Heizungsanlage hat, vom Brennstoff bis zur Raumluft, niemals einen Wirkungsgrad von 100 %. Daher geht ein Teil der von einem Nutzer bezogenen Energie verloren, entweder weil sie aus dem Gebäude entweicht, oder weil sie anderen Nutzern zugutekommt, durch deren Räume die Leitungen gehen oder die Wand an Wand mit dem heizenden Nutzer wohnen (Wärmeklau). Selbst wenn niemand heizt, entstehen durch den Bereitschaftsbetrieb der Heizungsanlage Kosten. Daher hat der Gesetzgeber bestimmt, dass nur ein Teil der Kosten, nämlich zwischen 50 und 70 %, nach dem Verbrauch abgerechnet werden darf (Verbrauchskosten) und der Rest nach der (beheizbaren) Wohnfläche bzw. nach dem umbauten Raum umgelegt wird (Festkosten).
Die Höchstsätze von 30/70 % können und dürfen überschritten werden. § 10 der Heizkostenverordnung sagt: „Rechtsgeschäftliche Bestimmungen, die höhere als die in § 7 Abs. 1 und § 8 Abs. 1 genannten Höchstsätze von 70 vom Hundert vorsehen, bleiben unberührt.“ Damit ist gemeint, dass durch rechtsgeschäftliche Bestimmung, z. B. im Mietvertrag mit den Bewohnern, davon abgewichen werden darf. Oder: die Eigentümer einer WEG (Wohnungs-Eigentums-Gemeinschaft) bestimmen bei der Eigentümerversammlung, dass die Kosten zu 100 % nach dem Verbrauch umgelegt werden.

### Berechnen der Verbrauchseinheiten und Einzelabrechnung
Im nächsten Schritt werden die gemessenen Verbräuche der jeweiligen Nutzergruppe addiert und die auf diese Nutzergruppe entfallenden Kosten durch die Summe der Verbräuche dividiert. Dadurch erhält man die Kosten je Einheit. Diese werden nun mit dem Verbrauch jedes einzelnen Nutzers multipliziert, um die Verbrauchskosten des Nutzers zu ermitteln. Entsprechend verfährt man mit den Wohnflächen, um die Kosten pro Quadratmeter und die Festkosten des Nutzers zu bestimmen.
Beim Berechnen der Verbräuche ist bei Heizkostenverteilern darauf zu achten, dass je nach Ausführung der Heizkostenverteiler jeder Messwert mit einem individuellen Faktor beaufschlagt werden muss, damit die Heizleistung des Heizkörpers berücksichtigt wird.
Früher wurden die Ablesewerte einzelner Wohnungen oder Räume zusätzlich mit einem sogenannten Lageausgleichfaktor beaufschlagt, um Nachteile z. B. durch schlechtere Wärmedämmung im Dachgeschoss auszugleichen. Nach der Einführung der Heizkostenverordnung sind Lageausgleichsfaktoren in Deutschland nicht mehr zulässig. Der Ausgleich muss jetzt z. B. über eine niedrigere Miete erfolgen.

### Aufteilung bei Nutzerwechsel
Häufig ist es so, dass während der Heizperiode ein Mieter auszieht und ein neuer einzieht. Daher ist es nötig, für beide Nutzer eine getrennte Abrechnung zu erstellen. Das geschieht nicht, indem man für das ganze Objekt eine Heizkostenabrechnung erstellt, sondern indem man das Ende der Abrechnungsperiode abwartet und dann die Kosten der Nutzeinheit auf die beiden Nutzer aufteilt. Sinnvollerweise wird zum Ende bzw. Anfang des Mietvertrags eine sogenannte Zwischenablesung durchgeführt. Mit diesen Werten lassen sich die anteiligen Verbrauchskosten der beiden Nutzer trennen.
Die verbrauchsunabhängigen Kosten (Fest- oder Grundkosten) und die Kosten der Warmwasserbereitung werden nach Kalendertagen aufgeteilt. Die Verbrauchskosten der Heizung werden entweder ebenfalls nach Kalendertagen aufgeteilt, oder nach sogenannten Gradtagzahlen. Dabei hat jeder Tag bzw. Monat im Jahr einen bestimmten Promillanteil an den Kosten, der in der sogenannten Gradtagzahlentabelle festgelegt sind.
Wenn keine Zwischenablesung vorliegt, werden die Verbrauchskosten nach dem gleichen Verfahren abgerechnet wie die Festkosten, also entweder nach Kalendertagen oder Gradtagzahlen.
Wenn die Abrechnung mit Hilfe von Heizkostenverteilern nach dem Verdunstungsprinzip erfolgt, muss bei einem Nutzerwechsel die systembedingte Kaltverdunstung ebenfalls auf die beiden Nutzer aufgeteilt werden, damit nicht der ausziehende Nutzer bevorzugt wird.
Wenn nach einem Auszug die Wohnung nicht sofort wieder vermietet wird, kommt es zu einem Leerstand. Dieser Leerstand wird in der Heizkostenabrechnung wie ein eigenständiger Nutzer gerechnet. Sowohl die Festkosten als auch die Verbrauchskosten, die für die leerstehende Wohnung anfallen, muss der Vermieter tragen.

## Kosten der Heizkostenabrechnung
Bei der Installation der erforderlichen Messgeräte obliegt dem Vermieter die Entscheidung, welche Geräte genutzt werden, beispielsweise bei der Entscheidung zwischen Wärmemengenzählern, elektronischen Verteilern oder Verdunstern, und ob sie gekauft oder gemietet werden. Die erstmaligen Gerätekosten sind in jedem Fall vollständig auf die Mieter umlagefähig: der Kaufpreis über eine Modernisierungsumlage, der Mietpreis sowie die Wartungs- und Eichkosten über die Heizkostenabrechnung selbst.
Meist wird die Abrechnung nicht vom Betreiber der Heizungsanlage selbst durchgeführt, sondern in dessen Auftrag durch einen Wärmemessdienst. Dieser stattet das Objekt mit den nötigen Erfassungsgeräten aus, führt die Ablesungen durch und erstellt die Heizkostenabrechnung im Auftrag des Hauseigentümers.
Der Hauseigentümer kann die Heizkostenabrechnung aber auch selbst mit eigener Software oder online über das Internet durchführen. Für die Nutzer kann dies wegen der geringeren Kosten attraktiv sein. Für den Eigentümer ist es weniger günstig, denn er kann nur den Aufwand für die Software, nicht aber den seiner Arbeitszeit umlegen und trägt zudem das Rechtsrisiko bei Abrechnungsfehlern.